# Monte Takahe
O Monte Takahe é um vulcão escudo com 3.460 metros (11,350 mi) de altura situado em Marie Byrd Land, Antártida a 200 quilómetros (120 mi) do Mar de Amundsen. O monte tem c. 30 quilómetros (19 mi) de diâmetro, com cones parasitas e uma caldeira que chega aos 8 quilómetros (5 mi) de largura. A maior parte do vulcão é formada por fluxos de lava traquítica, mas hialoclastite também foi encontrada. Neve, gelo e glaciares cobrem a maior parte do Monte Takahe. O Monte Takahe é um vulcão maciço com um volume de 780 quilómetros cúbicos (200 cu mi); as partes do edifício que estão enterradas sob o manto de gelo da Antártica Ocidental são provavelmente ainda maiores. Faz parte do Sistema do Rift Antártico Ocidental, juntamente com 18 outros vulcões conhecidos.
O vulcão esteve ativo no período Quaternário, de 2,5 milhões de anos atrás até o presente. A datação radiométrica revelou que algumas partes do vulcão têm 300 mil anos, e que este atingiu sua altura atual há cerca de 200 mil anos. Várias camadas de material piroclástico encontradas em núcleos de gelo no Monte Waesche e na Estação Byrd foram atribuídas ao Monte Takahe, apesar de algumas delas terem sido posteriormente ligadas a erupções do Monte Berlin. As camadas piroclásticas foram formadas por erupções explosivas ou freatomagmáticas. Uma grande erupção ocorreu há aproximadamente 17,7 mil anos — possivelmente tendo formado um buraco na camada de ozono sobre a Antártida  — e outra no início do Holoceno. A última erupção do Monte Takahe ocorreu há cerca de 7,6 mil anos, e não se verifica nenhuma atividade atual.

## Geografia e geomorfologia
O Monte Takahe encontra-se na Costa Bakutis a leste da Terra Marie Byrd na Antártida. A Península de Bear e a costa do Mar de Amundsen estão a 200 quilómetros (120 mi) norte do Monte Takahe. É uma montanha isolada, e os vulcões mais próximos são o Monte Murphy a 100 quilómetros (62 mi) e Toney Mountain a 140 quilómetros (87 mi) de distância.
Nenhuma das principais rotas aéreas ou estradas de abastecimento para estações antárticas de pesquisa passam perto do vulcão, e algumas partes do edifício são apenas acessíveis por helicóptero. O nome do vulcão refere-se ao takahē, uma ave não voadora quase extinta originalmente da Nova Zelândia; membros do grupo Marie Byrd Land Traverse de 1957–1958 apelidaram uma aeronave que os reabasteceu de "takahe". O Monte Takahe foi visitado pela primeira vez em 1957–1958 e novamente em 1968, 1984–1985 e 1998–1999.
O vulcão está a 2,1 mil metros (6.900 pés) acima do nível do gelo a uma elevação máxima de 3.460 metros (11.350 pés). É um vulcão escudo que apresenta a forma de um cone quase perfeito com 30 quilómetros de diâmetro (19 mi) e um volume exposto de cerca de 780 quilómetros cúbicos (190 mi cu). A parte subglacial, que pode chegar a 1.340-2.030 metros (4.400 -6.660 pés) abaixo do nível do mar, poderia ter um volume ainda maior e é alongado na direção leste-oeste. No seu cume encontra-se uma caldeira plane e coberta de neve com 8 quilómetros (5 mi) de diâmetro com um neck vulcânico medindo 10 metros (33 pés) de diâmetro e 15 metros (50 pés) de altura. Uma cúpula de lava pode surgir dentro da caldeira. Aberturas de fissuras radiais são encontradas ao redor do vulcão e outros tipos de fissuras na borda da caldeira. Existem pelo menos três cones parasitas com uma composição basáltica nos seus flancos inferiores e três cones de cinza  nas encostas oeste e sul. Um desses cones de cinza foi descrito como tendo 100 metros (330 pé). Os Jaron Cliffs são encontrados na encosta sul.

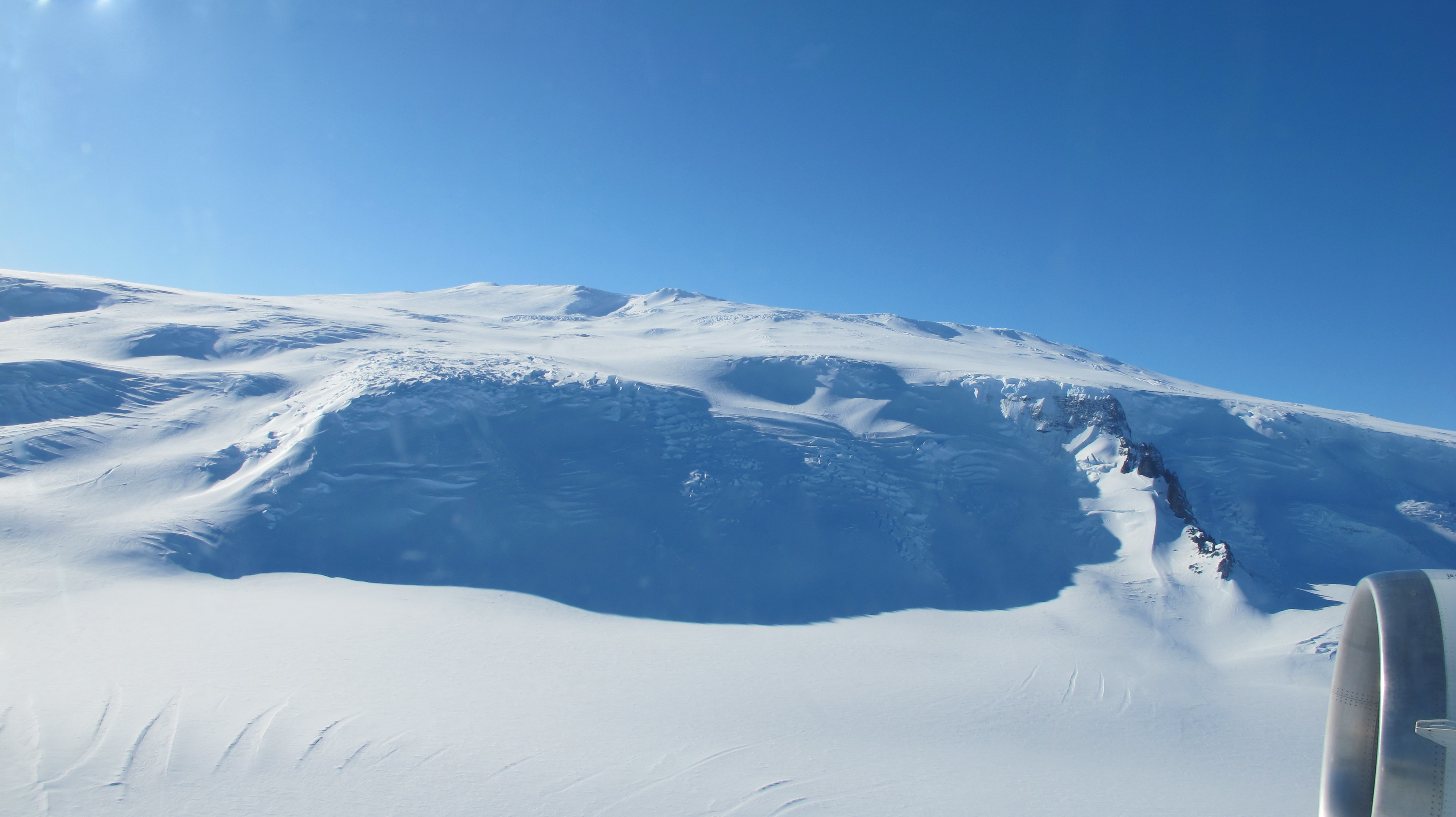
Falésias na parte inferior do vulcão

O vulcão não sofreu grande erosão e, portanto, são raras aberturas que permitiriam uma reconstrução da sua história ao exporem a sua estrutura interna. Apenas doze afloramentos, com uma área total inferior a 0,5 quilómetros quadrados (0,19 sq mi), emergem do gelo que cobre o Monte Takahe. A estrutura interior do vulcão é desconhecida. Com base nesses afloramentos, fluxos de lava com uma espessura de 2-10 metros (6 pés e 7 polegadas - 32 pés e 10 polegadas) aparentam ser comuns no Monte Takahe, enquanto que rochas piroclásticas, como depósitos de erupções estrombolianas, tufos de lapilli e depósitos de lahar são menos comuns. Ocorrências de rochas piroclásticas no cume foram correlacionadas com depósitos piroclásticos em outras partes da Antártida. Além disso, unidades de obsidiana e bombas de lava recentemente eclodidas e blocos afloram na borda da caldeira, em Bucher Rim. Tuyas supostamente existem no Monte Takahe.

### Glaciação
O Monte Takahe está quase totalmente coberto pelo gelo do manto de gelo da Antártida Ocidental, que se eleva cerca de 1 300 metros (4 300 pé) acima do nível do mar. Um afluente do glaciar Thwaites passa perto do Monte Takahe. Existem dois pequenos glaciares no próprio vulcão, nos flancos sudoeste e norte. Eles estão a erodir produtos de erupção da área do cume, e moreias foram mapeadas tanto no flanco oeste quanto na caldeira do cume. A erosão glacial não é pronunciada, visto que apenas alguns corries cortam as encostas mais baixas.  A cobertura de gelo na montanha inclui áreas cobertas de neve e cobertas de gelo, com sastrugi e outras superfícies tornadas ásperas por via do vento. O ambiente polar é frio e seco, o que retarda os processos de meteorização. As temperaturas do ar registradas no Monte Takahe são geralmente abaixo de zero.
Algumas unidades rochosas na base do vulcão permaneceram sob gelo ou água e apresentam hialoclastite e lavas em almofada. Essas unidades se elevam a cerca de 350–400 metros (1 100–1 300 pé) acima do nível do gelo atual. Algumas dessas unidades, como Gill Bluff, Möll Spur e Stauffer Bluff, são "deltas hidrovulcânicos" comparáveis a deltas de lava que se formaram quando a lava fluiu do Monte Takahe ou quando cones parasitas entraram no gelo, gerando lagos de água derretida cercando as lavas. Eles surgem na base do vulcão e estão bem preservados. A elevação do gelo não era estável durante o estabelecimento desses deltas, e a água derretida foi drenada, levando à formação de diversas estruturas dentro dos deltas hialoclastíticos. Os deltas podem se ter formado num período entre 66 mil e 22 mil–15 mil anos atrás quando o gelo estava acima da plataforma continental.

## Geologia
O Sistema de Rift Antártico Ocidental apresenta uma topografia de montes e vales semelhante à Grande Bacia na América do Norte; atravessa a Antártica desde o Mar de Ross até ao Mar de Bellingshausen. O Rift tornou-se ativo durante o Mesozóico. Devido à espessa cobertura de gelo, não está claro se está atualmente ativo, em parte visto que o mesmo não apresenta atividade sísmica atualmente. A maior parte do Rift fica abaixo do nível do mar. A sul é flanqueado pelos Montes Transantárticos e a norte pela província vulcânica de Marie Byrd Land. A atividade vulcânica em Marie Byrd Land começou há cerca de 34 milhões de anos atrás, mas atividade alta começou há 14 milhões de anos. Uma grande cúpula, 1,2 mil por 500 quilómetros (750 mi x 310 mi) de largura, está centrada na costa do Mar de Amundsen e está associado ao Rift.

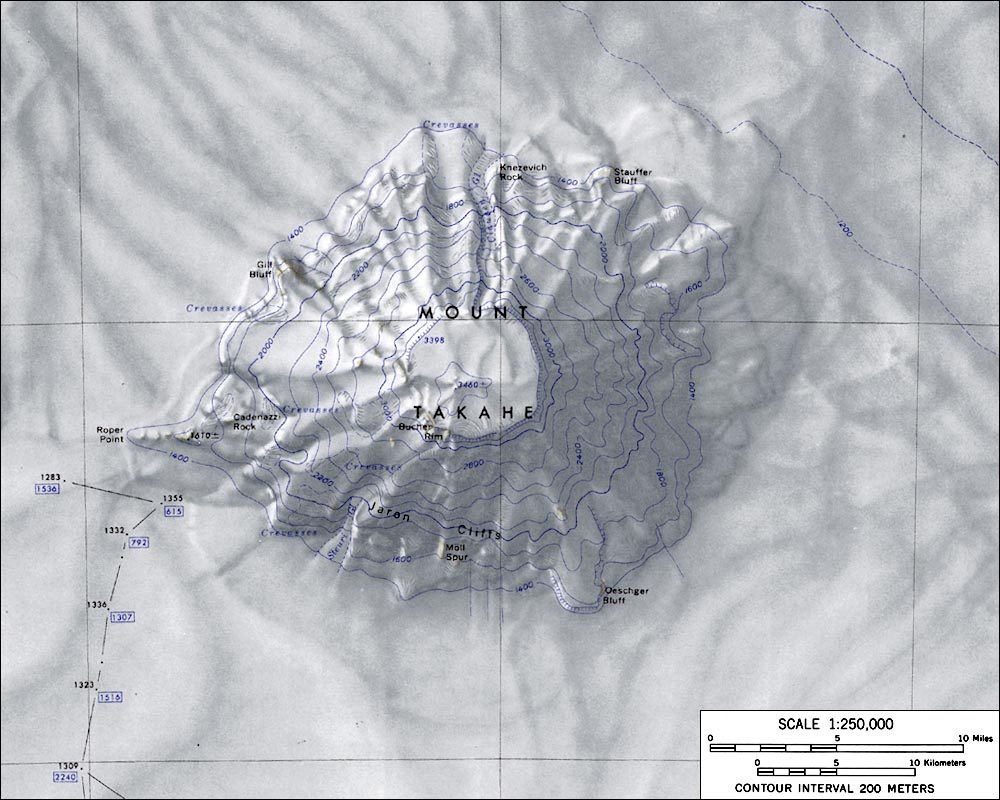
Mapa topográfico do Monte Takahe

Cerca de 18 vulcões centrais estiveram ativos na Terra de Marie Byrd desde o Mioceno até ao Holoceno. Entre as áreas vulcânicas em Marie Byrd Land estão a Flood Range com Mount Berlin, Ames Range, a Executive Committee Range com Mount Sidley e Mount Waesche, Crary Mountains, Toney Mountain, Mount Takahe e Mount Murphy. Estes vulcões ocorrem principalmente em grupos ou cadeias, mas também existem estruturas isoladas. O Monte Takahe está localizado na província vulcânica oriental de Marie Byrd Land e com um volume estimado de 5.520 quilómetros cúbicos (1,320 cu mi) poderia ser o maior dos vulcões da Terra Marie Byrd, comparável ao Monte Kilimanjaro na África.
A maioria destes vulcões são grandes, cobertos por uma caldeira de cume e parecem ter começado como vulcões-escudo de rápido crescimento. Mais tarde, formaram-se as caldeiras. Eventualmente, mais tarde na história dos vulcões, os cones parasitas estavam ativos. Os vulcões são todos encimados por rochas compostas de traquito, fonólite, pantelerite ou comendite. Sua atividade foi atribuída à reativação de estruturas crustais ou à presença de uma pluma mantélica. Os vulcões se erguem de um porão paleozóico.
O Monte Takahe pode apresentar uma grande câmara de magma e uma anomalia de fluxo de calor sob o gelo foi encontrada no vulcão. Uma anomalia magnética também foi associada à montanha. 

### Composição
O traquito é a rocha mais comum no Monte Takahe, sendo o fonólito menos comum. Basanite, havaíte e mugearite são incomuns, mas a ocorrência de benmoreite e pantelerite foi relatada, e algumas rochas foram classificadas como andesitos. Havaíte ocorre exclusivamente nos afloramentos mais antigos, basanite apenas em cones parasitas e mugearite apenas no setor inferior do vulcão. Apesar disso, acredita-se que a maior parte do vulcão consiste em rochas máficas com apenas cerca de 10 a 15% de rochas félsicas, já que a porção superior visível do vulcão pode estar sobre uma base muito maior. As aberturas parasitas provavelmente representam menos de 1% do estrutura. As interações entre gelo e lava produziram hialoclastite, palagonite e sideromelano. Nenhuma grande mudança na química do magma ocorreu durante os últimos 40.000 anos, mas alguma variação foi registrada.
Todas estas rochas parecem ter uma origem comum e definem uma suíte alcalina –peralcalina. Os fenocristais incluem principalmente plagioclásio, com olivina e titanomagnetite em menor quantidade; apatite também foi relatada. Os magmas parecem ter-se formado por cristalização fracionada em pressões variadas, e finalmente emergiram da litosfera a 80-90 quilómetros (50-60 mi) de profundidade, que foi afetada por processos de subducção há mais de 85 milhões de anos.

## Histórico de erupções
O vulcão estava ativo no final do Quaternário. Resultados de datação radiométrica relatados em 1988 incluem idades inferiores a 360 mil anos para rochas na borda da caldeira e de menos de 240 mil anos para rochas vulcânicas nos flancos. Em seu livro de 1990, Volcanoes of the Antarctic Plate and Southern Oceans, Le Masurier deu 310 mil ± 90 mil anos de idade como a data mais antiga para amostras testadas, citando datas de potássio-argónio não publicadas, mas numa revisão de datas de 2016 para o Monte Takahe, Le Masurier relatou que nenhuma tinha mais de 192 mil anos. Um artigo de 2013 também escrito por Le Masurier relatou idades máximas de 192 mil anos para rochas da borda da caldeira e de 66 mil anos para rochas de flanco inferior. Todo o vulcão pôde ter sido formado em menos de 400 mil anos ou mesmo menos de 200 mil anos, o que implicaria um rápido crescimento da estrutura. Rochas com idades entre 192 mil ± 6,3 mil anos são encontradas na caldeira do cume, o que implica que o vulcão já teria atingido sua altura atual nessa época.
Pesquisas iniciais indicaram que a maior parte do Monte Takahe se formou sob o gelo, mas estudos de campo mais detalhados concluíram que a maior parte do vulcão se desenvolveu acima da superfície do gelo. A superfície do gelo variou ao longo da vida do Monte Takahe com uma espessura aumentada durante os estágios de isótopos marinhos 4 e 2, explicando porque é que as unidades originalmente colocadas por baixo de gelo ou água agora se encontram acima da superfície do gelo e alternam com depósitos de fluxo de lava. Estes depósitos elevados foram depositados há cerca de 29 mil a 12 mil anos, enquanto que os depósitos de lava tipo delta estão há cerca de 70 mil e 15 mil anos. Depois de ter emergido do gelo, o Monte Takahe aumentou de tamanho através da emissão de fluxos de lava com ocasionais erupções piroclásticas. Afloramentos na região do cume indicam que a maioria das erupções foram magmáticas, mas que também ocorreu alguma atividade hidromagmática. Cones de cinzas e cones de tufo formaram-se durante o estágio mais tardio da atividade. 

### Tefra em núcleos de gelo
Camadas de tefra em núcleos de gelo extraídas na Estação Byrd foram atribuídas ao Monte Takahe. O vulcão atinge uma altitude alta o suficiente para que as tefras possam facilmente penetrar na tropopausa e se espalhar pela Antártica através da estratosfera. Foi sugerido que a ocorrência de várias erupções vulcânicas na região há cerca de 30 mil anos tenham causado um inverno vulcânico na Antártida, mas também é possível que o crescimento das camadas de gelo naquela época tenha comprimido as câmaras de magma no Monte Takahe e que tenha, assim, induzido um aumento da atividade eruptiva.
Assumindo que a maioria das camadas de tefra em Byrd vêm do Monte Takahe, inferiu-se que o vulcão esteve muito ativo entre 60 mil e 7,5 mil anos atrás, com nove períodos eruptivos e dois pulsos entre 60 mil e 57 mil e 40 mil–14 mil anos atrás. Na parte mais tardia do último período, as erupções hidrovulcânicas tornaram-se dominantes no Monte Takahe, com um máximo na época em que a glaciação de Wisconsin terminou. É possível que entre 18 mil e 15 mil anos atrás, um lago de cratera tenha se formado na caldeira ou que as aberturas tenham sido enterradas por neve e gelo. A própria caldeira pode ter se formado entre 20 mil e 15 mil anos atrás, e provavelmente não através de uma grande erupção explosiva.
Não pode ser totalmente descartado que as tefras da Estação Byrd possam terem sido formadas dentro de outros vulcões em Marie Byrd Land, como o Monte Berlin. Em particular, camadas de tefra datadas entre 30 mil e 20 mil anos atrás foram atribuídas a este último vulcão.
Camadas de tefra do Monte Takahe também foram encontradas no Dome C, no Dome F,  no próprio Monte Takahe, no Monte Waesche, no Siple Dome e em outros lugares na Antártida. Além de núcleos de gelo, tefras atribuídas ao Monte Takahe foram encontrados em núcleos de sedimento retirados do mar. As erupções vulcânicas no Monte Takahe carecem dos depósitos de fluxo piroclástico observados noutras grandes erupções explosivas. A espessura das tefras do núcleo de gelo de Byrd atribuídas ao Monte Takahe sugere que as erupções não foram grandes, mas pesquisas posteriores indicaram que também ocorreram grandes erupções plinianas. 
Uma série de erupções com uma duração de 200 anos em média ocorreu no Monte Takahe há 17,7 mil anos. Estas erupções foram registradas a partir de núcleos de gelo no WAIS Divide e no glaciar Taylor nos vales secos de McMurdo, onde limitam as estimativas da taxa de degelo. Essas erupções libertaram uma grande quantidade de halogénios na estratosfera, que, juntamente com as condições climáticas frias e secas do último máximo glacial, presumem-se que teriam levado à destruição maciça do ozono e à formação de um buraco na camada de ozono. Dados de isótopos de bromo e de enxofre indicam que a quantidade de radiação ultravioleta na atmosfera aumentou durante aquela época na Antártida. Como é o caso do buraco de ozono atual, o buraco de ozono criado pelas erupções de Takahe pode ter alterado o clima antártico e acelerado a deglaciação, que estava a acelarar naquela época, mas pesquisas posteriores determinaram que o aquecimento provavelmente não foi forçado vulcanicamente.

### Holoceno e atividade recente
A atividade diminuiu após este ponto, com duas erupções hidromagmáticas sendo registradas há 13 mil e 9 mil anos e uma erupção magmática há 7,5 mil anos. Esta última erupção também é conhecida do núcleo de gelo Byrd e pode corresponder a uma erupção de 8,2 mil ± 5,4 mil anos atrás registada no Monte Waesche e no edifício Takahe e em duas camadas de tefras de 6217 e 6231 AC no Siple Dome. Tefra de uma erupção que ocorreu 8,2 mil anos antes do presente foi registrada em Siple Dome e no Mount Waesche. Uma erupção que ocorreu 7,9 mil antes do presente no Monte Takahe foi uma das erupções mais fortes em Siple Dome e em Byrd Station dos últimos 10 mil anos. Outra erupção relatada pelo Programa Global de Vulcanismo pode ter ocorrido em 7050 AC. No Siple Dome, uma nova erupção entre 10,7 mil e 5,6 mil anos atrás é registrada e uma camada de tefra depositada por volta de 1783 AC (acompanhada por um aumento das concentrações de sulfato no gelo) também pode vir do Monte Takahe. Cacos de vidro no Law Dome depositados entre 1552 e 1623 AD podem vir deste vulcão também.
O Programa Global de Vulcanismo relata 5550 AC como a data da erupção mais recente, e o vulcão é atualmente considerado adormecido.  Não há evidências de atividade fumarólica ou de solo quente, ao contrário do Monte Berlin, que é o outro jovem vulcão da Terra de Marie Byrd. Atividade sísmica registrada a uma profundidade de 9–19 quilômetros (5,6–12 mi) ao redor do vulcão pode estar ligada à sua atividade. O Monte Takahe foi prospectado para a possibilidade de obtenção de energia geotérmica.